# 直唇姜属
直唇姜属（学名：Pommereschea）是姜科下的一个属，为多年生草本植物。该属共有直唇姜（Pommereschea lacknei）等2种，分布于缅甸和中国云南。